# Saint-Désirat
Saint-Désirat é uma comuna francesa na região administrativa de Auvérnia-Ródano-Alpes, no departamento de Ardèche. Estende-se por uma área de 7,31 km². Em 2010 a comuna tinha 884 habitantes (densidade: 120,9 hab./km²).